# 29146 McHone
29146 McHone este un asteroid din centura principală de asteroizi.

## Descriere
29146 McHone este un asteroid din centura principală de asteroizi. A fost descoperit pe 17 martie 1988 la Observatorul Palomar de Carolyn S. Shoemaker și Eugene M. Shoemaker. Asteroidul prezintă o orbită caracterizată de o semiaxă mare de 2,40 ua, o excentricitate de 0,24 și o înclinație de 23,6° în raport cu ecliptica.